# Ferdinand Magellan

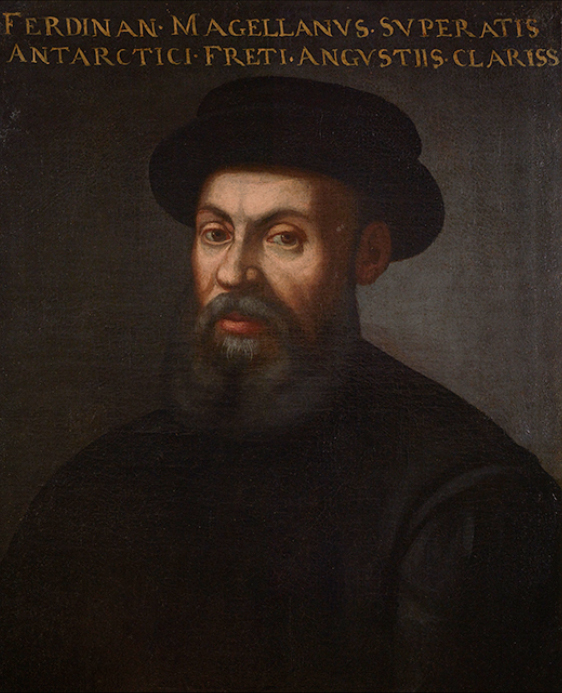
Ferdinand Magellan. Anonymes Porträt aus dem 16. oder 17. Jahrhundert, Marinemuseum, Newport News

Ferdinand Magellan, portugiesisch Fernão de Magalhães, Aussprache: [fɨr'nãu̯ dɨ mɐɣɐ'ʎãi̯ʃ], spanisch Fernando de Magallanes, deutsch auch Fernando Magellan (* vor 1485 vermutlich in Vila Nova de Gaia, Königreich Portugal; † 27. April 1521 auf Mactan, Philippinen) war ein portugiesischer Seefahrer, der die erste historisch belegte Weltumsegelung initiierte. Seine Expedition, die den letzten, praktischen Beweis für die schon bekannte Kugelgestalt der Erde erbrachte, erfolgte im Auftrag der spanischen Krone und sollte eigentlich dem Zweck dienen, eine Westroute zu den Gewürzinseln zu finden.
Mit Magellan als Generalkapitän stachen am 20. September 1519 fünf Schiffe von Sanlúcar de Barrameda aus in See. Er und seine Mannschaft entdeckten und durchfuhren Ende 1520 die Magellanstraße und überquerten anschließend als erste Europäer den Pazifik. Nachdem sie die heutigen Philippinen erreicht hatten, fiel Magellan im Kampf mit Kriegern der Visayas. Unter dem Kommando von Juan Sebastián Elcano kehrte nur ein einziges Schiff von Magellans Flotte, die Victoria, über die Route um das Kap der Guten Hoffnung am 6. September 1522 nach Sanlúcar zurück. Von den mehr als 240 Mann der ursprünglichen Besatzung umrundeten 35 die Erde: 18 auf der Victoria und 17 weitere, die unterwegs in portugiesische Gefangenschaft geraten waren. Rund 55 weitere Teilnehmer der Expedition kehrten bereits im Mai 1521 über den Atlantik nach Spanien zurück, nachdem ihr Schiff, die San Antonio, im November 1520 in der Magellanstraße desertiert war. Somit gelangten insgesamt etwa 90 der ursprünglichen Expeditionsteilnehmer lebend wieder nach Europa. Zu ihnen gehörte der Italiener Antonio Pigafetta, der einen genauen Bericht der ersten Reise um die Welt verfasste.

## Herkunft und Familie
Über Magellans Kindheit und Jugend liegen keine durch Quellen gesicherten Erkenntnisse vor. Bekannt ist, dass er einer weitverzweigten Adelsfamilie entstammte, die zu den Vasallen der Herzöge von Braganza gehörte. Spätestens seit dem 13. Jahrhundert in Nordportugal ansässig, hatte sie ihren Stammsitz in der Terra da Nóbrega. Als Geburtsort Magellans galt lange die Kleinstadt Sabrosa in der früheren Provinz Trás-os-Montes e Alto Douro. Neuere Quellenfunde deuten indes darauf hin, dass er aus Vila Nova de Gaia kam, einer Nachbargemeinde der Hafenstadt Porto. Seine Eltern, Rui de Magalhães und Alda de la Mesquita, hatten ihm dort ein Landgut mit Weinbergen, Kastanienhainen und Äckern vermacht, das er vor seiner Expedition im März 1519 seiner damals unverheirateten Schwester Isabel überschrieb. Als weitere Geschwister hatte er mindestens zwei – vermutlich jüngere – Brüder, Duarte und Diogo de Sousa.
Ende 1517 oder Anfang 1518 heiratete Magellan Beatriz Barbosa, eine Sevillanerin portugiesischer Abstammung und Tochter seines Förderers Diogo Barbosa (siehe unten). Sie gebar ihm 1519 einen Sohn, der auf den Namen Rodrigo getauft wurde. Bei Magellans Abreise im September 1519 war Beatriz abermals schwanger, erlitt jedoch eine Fehlgeburt. Sie verstarb im März 1522, ohne vom Schicksal ihres Mannes erfahren zu haben. Der erstgeborene Rodrigo folgte ihr im Herbst 1522 ins Grab.

## Kriegsdienst in Indien und Afrika
Das älteste historische Dokument, das sich nachweislich auf Magellan bezieht, datiert aus dem Jahr 1505. Es handelt sich um eine Mannschaftsliste der portugiesischen Indien-Armada jenes Jahres unter dem Kommando des Vizekönigs Francisco de Almeida. In dieser Liste werden ein Fernão de Magalhães und dessen Bruder Diogo de Sousa genannt. Beide waren laut dieser Liste Moradores da Casa del Rey, das heißt Dienstmänner des Königs Manuel I., die für ihren Dienst am Hofe eine geringfügige monatliche Pension bezogen.

Seeroute nach Indien

Hinweise zu Magellans Aufenthalt in Indien ab 1505 finden sich vor allem bei portugiesischen Historikern des 16. Jahrhunderts wie João de Barros, in der Korrespondenz des zweiten Gouverneurs von Portugiesisch-Indien, Afonso de Albuquerque, sowie im portugiesischen Nationalarchiv Arquivo Nacional da Torre do Tombo. Magellan nahm an der gewaltsamen Einnahme Mombasas im heutigen Kenia und möglicherweise an der Schlacht von Kannur (1506) teil. 1507 hielt er sich wieder an der ostafrikanischen Küste auf, in Kilwa und auf der Ilha de Moçambique. 1509 kämpfte er in der historisch folgenreichen Seeschlacht von Diu und beteiligte sich am ersten portugiesischen Vorstoß nach Malakka, damals die Drehscheibe des Handels in Südostasien. Dieser Vorstoß scheiterte jedoch. Spätestens auf dieser Fahrt schloss Magellan Freundschaft mit Francisco Serrão, dem er zweimal das Leben rettete. Serrão ließ sich später als erster Europäer auf den Molukken nieder und informierte von dort seinen Freund Magellan brieflich über die Lage dieser Inseln und ihren Reichtum an Gewürznelken. Im Winter 1509/10 machte sich Magellan auf den Heimweg nach Portugal, erlitt aber bei den Bassas de Pedro vor der Westküste Indiens Schiffbruch und musste nach Kannur zurückkehren. Laut Barros fuhr er daraufhin unter dem Kommando Albuquerques abermals nach Malakka und war im Sommer 1511 an der gewaltsamen Eroberung dieser Stadt beteiligt. Danach verliert sich Magellans Spur in Indien, was Anlass zu einigen Spekulationen gegeben hat, er sei etwa nach China oder mit der Expedition des António de Abreu nach Banda gereist. Für diese Spekulationen gibt es jedoch keine belastbaren Belege.
Magellan muss spätestens mit der Gewürzflotte des Jahres 1513 nach Portugal zurückgekehrt sein, denn bereits Ende August dieses Jahres nahm er unter dem Kommando des Herzogs Jaime de Braganza an einer Strafexpedition gegen die marokkanische Stadt Azemmour teil. Dabei verlor er sein Pferd und wurde am Knie verwundet, so dass er von da an leicht hinkte. In den folgenden drei Jahren scheint er sich abwechselnd in Portugal und Marokko aufgehalten zu haben, wo er in königlichen Diensten stand und militärische Aufgaben übernahm. Magellan bezog in diesen Jahren weiterhin ein Gehalt am Hof König Manuels I., investierte aber wohl auch in den äußerst lukrativen Gewürzhandel. Das belegen die Akten eines Prozesses, den Magellan mit Erfolg gegen den Kaufmann Pedro Anes Abraldez angestrengt hatte. Dieser war ihm über 200 Cruzados schuldig geblieben, den Gewinn aus einem Gewürzgeschäft, das beide noch in Indien abgeschlossen hatten.

## Die Umsegelung der Erde

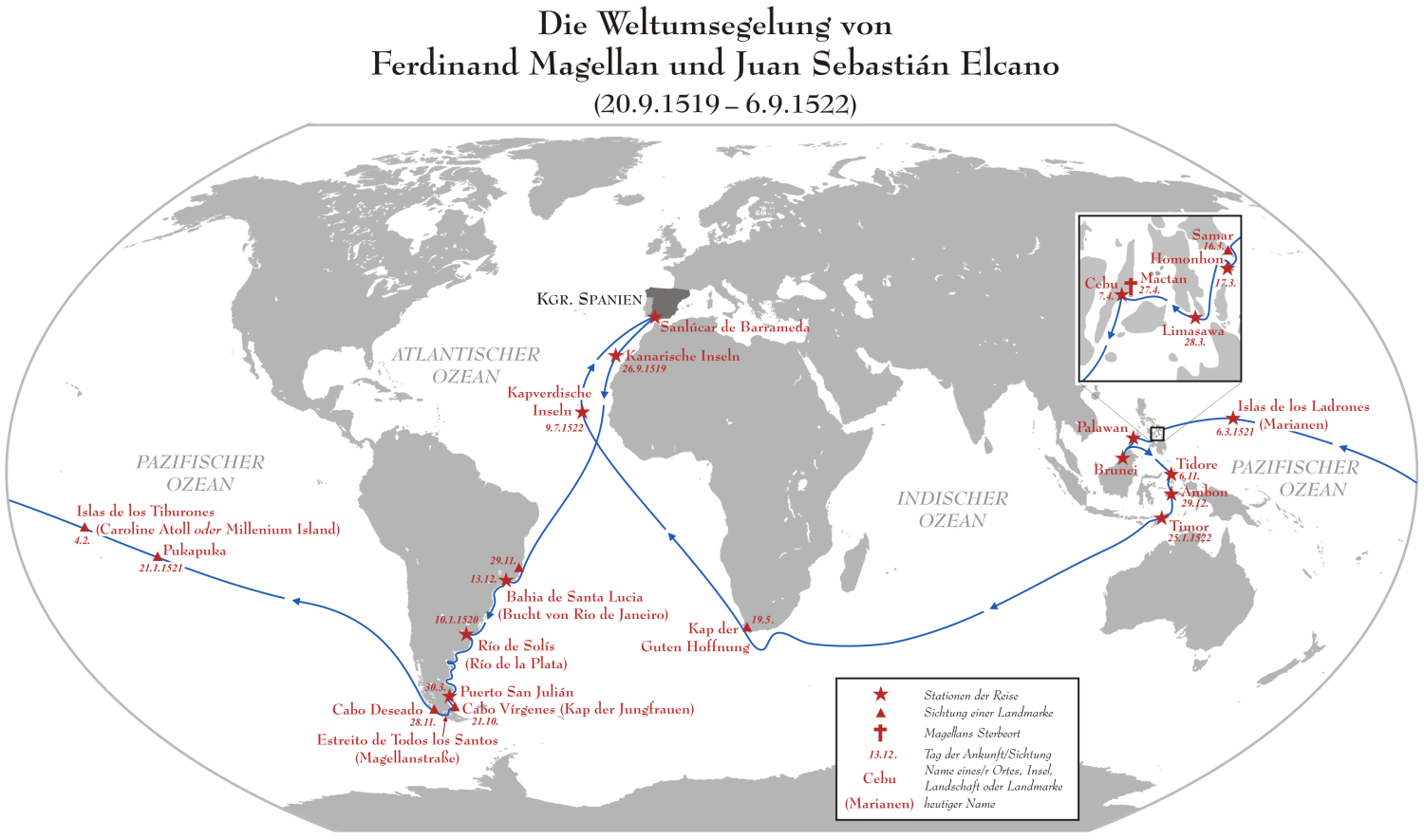

### Idee und Hintergründe
Soweit sich aus den erhaltenen Dokumenten erkennen lässt, hatte Magellan nie die Absicht, die Erde zu umrunden. Der Vertrag, den er am 22. März 1518 mit dem kastilischen König Karl I. schloss, enthielt sogar das implizite Verbot einer Erdumrundung, hätte diese doch die Interessen und Rechte von Karls Onkel und Schwager, dem portugiesischen König Manuel I., verletzt. Der Antrieb zu Magellans Reise war derselbe wie der zur Fahrt von Christoph Kolumbus 27 Jahre zuvor: nach Westen zu segeln, um in den Osten zu gelangen und so eine Alternative zu dem von den Portugiesen entdeckten und kontrollierten östlichen Seeweg nach Indien zu erschließen. Vor allem ging es darum, eine möglichst kurze Route zu den Gewürzinseln, den Molukken zu finden, deren genaue Lage damals aufgrund der strengen Geheimhaltung der Portugiesen kaum bekannt war. Den äußerst lukrativen Handel mit Gewürzen nach Europa teilten sich auf dem Landweg indische, persische, arabische, osmanische und venezianische Zwischenhändler. Auf dem Seeweg hatte seit 1498 Portugal das Monopol.
Unklar war auch, ob die Inseln nach dem Vertrag von Tordesillas im portugiesischen oder spanischen Machtbereich lagen. In diesem Vertrag hatten die kastilische und die portugiesische Krone 1494 den Globus in zwei Hälften aufgeteilt. Als Demarkationslinie wurde ein Meridian 370 Leguas westlich der Kapverdischen Inseln festgelegt. Alle Meere, Inseln und Festlande östlich dieses von Pol zu Pol verlaufenden Längengrads sollten Portugal, alle westlich davon Kastilien gehören. 1498 erreichte eine portugiesische Flotte unter Vasco da Gama erstmals die Westküste Indiens. Umgehend begannen die Portugiesen, im Indischen Ozean ein Handelsimperium aufzubauen. 1511 eroberten sie das Handelszentrum Malakka auf der Malaiischen Halbinsel und schickten sich an, weiter nach Osten zu expandieren, indem sie eine Expedition unter António de Abreu zu den Molukken entsandten, den damals einzigen Anbaugebieten von Gewürznelken auf der ganzen Erde.
Während die Portugiesen immer weiter nach Osten expandierten, sah Kastilien „seinen“, das heißt den westlichen Weg zu den Schätzen Asiens durch eine Landmasse blockiert, deren immense, von der Arktis zur Antarktis reichende Erstreckung sich erst allmählich abzeichnete: Amerika. Seit etwa 1505 entwickelten daher Bischof Juan Rodríguez de Fonseca, im Königlichen Rat von Kastilien für die Kolonialpolitik zuständig, der Seefahrer Vicente Yáñez Pinzón, der eines von Kolumbus’ Schiffen befehligt hatte, und der später zum Obersten Steuermann ernannte Amerigo Vespucci den Plan, südlich von Brasilien einen Seeweg nach Asien zu suchen. Die Existenz des Pazifiks – damals Südmeer genannt – war in Spanien seit 1515 bekannt, nachdem der Entdecker Vasco Núñez de Balboa zwei Jahre zuvor die Landenge von Panama durchquert hatte. Der portugiesische Steuermann Juan Díaz de Solís unternahm im Auftrag der kastilischen Krone mehrere Anläufe, eine Durchfahrt zu diesem Südmeer und damit nach Ostasien zu finden. Alle Versuche scheiterten jedoch, und 1516 fand Solis den Tod am Río de la Plata.

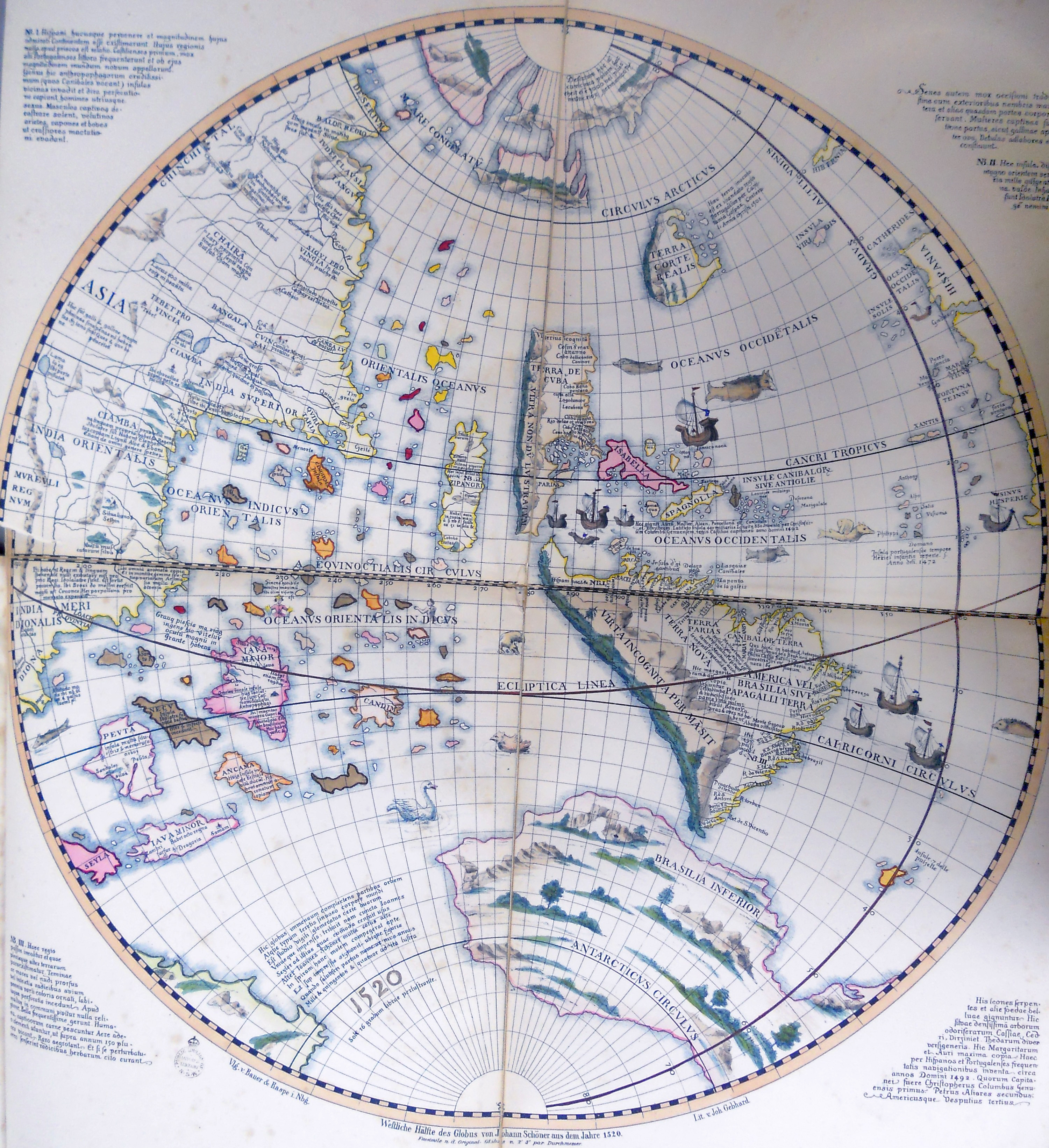
Westliche Hemisphäre des Schöner-Globus (1515, Ausgabe von 1520)

Etwa zur selben Zeit ließ der aus Burgos stammende, von Lissabon aus operierende Kaufmann Cristóbal de Haro zwei Schiffe nach Südamerika segeln, die Brasilholz und Sklaven kaufen und die Küste erforschen sollten. Von dieser Expedition berichtete die Newe Zeytung aus Presillg Landt, eines der ältesten Nachrichtenblätter seiner Art in deutscher Sprache, Haros Schiffe hätten an der Küste bei etwa 40° Süd eine Meerenge ähnlich wie jene von Gibraltar entdeckt, die auf die Westseite des amerikanischen Kontinents und weiter nach Asien führe. Diese Meeresstraße findet sich kurz darauf auf einem Erdglobus wieder, den der Gelehrte Johannes Schöner aus Karlstadt am Main 1515 anfertigte.
Magellan muss von dieser Unternehmung und ihren vermeintlichen Resultaten in Lissabon erfahren haben. Er und Cristóbal de Haro lernten sich dort vermutlich 1515 oder 1516 kennen. Im Sommer 1516 erhielt Magellan Briefe von Francisco Serrão, der sich auf den Molukken niedergelassen hatte und seinem Freund schrieb, dass diese Inseln sehr weit östlich von Malakka lagen, so dass Magellan die Überzeugung gewann, sie lägen in der kastilischen Erdhälfte. Dieselbe Überzeugung teilte der studierte Kosmograph Rui Faleiro, der zudem behauptete, eine zuverlässige Methode entwickelt zu haben, den Längengrad zu messen. Somit würde es möglich sein, die ost-westliche Position der Molukken genau zu bestimmen. Magellan und Faleiro schlossen daraufhin einen Vertrag: Sie vereinbarten, dem kastilischen König eine Expedition vorzuschlagen, die die Molukken auf der westlichen Route erreichen und sie für Kastilien in Besitz nehmen sollte. Unterdessen sah sich Cristóbal de Haro wegen geschäftlicher Querelen mit der portugiesischen Krone veranlasst, Portugal ebenfalls zu verlassen; er kehrte spätestens im Frühjahr 1517 nach Kastilien zurück. 

### Der Vertrag mit dem spanischen König
Magellan traf am 20. Oktober 1517 in Sevilla ein. Er kam im Haus des gebürtigen Portugiesen Diogo Barbosa – seines späteren Schwiegervaters – unter, der als Dienstmann eines portugiesischen Exilanten aus dem Hause Braganza die königlichen Schlösser und Werften in Sevilla verwaltete. In diesen Gebäuden hatte damals die Casa de la Contratación, die kastilische Außenhandelsagentur, ihre Räumlichkeiten. Magellan nahm mit deren Faktor Juan de Aranda Kontakt auf. Aranda erbot sich, für Magellan und Faleiro eine Audienz beim neuen König Karl I. zu arrangieren, der sich damals mit seinem Hof in Valladolid aufhielt. Als Gegenleistung forderte Aranda eine Beteiligung an Magellans und Faleiros Unternehmen, worüber ein Vertrag geschlossen wurde. Aranda, Magellan und Faleiro reisten nach Valladolid, wo sie um den 20. Februar herum vom Königlichen Rat und Bischof Juan Rodríguez de Fonseca und von Großkanzler Jean le Sauvage, nach Magellans Aussage später auch von Karl I. persönlich empfangen wurden. In Jean le Sauvages Vorzimmer lief Magellan dem Missionar Bartolomé de las Casas über den Weg, der den Seefahrer in seiner Historia de las Indias als „kleinwüchsig“ und „unscheinbar“, aber „wacker in seinen Gedanken und zu großen Taten aufgelegt“ beschrieb – die einzige erhaltene zeitgenössische Beschreibung von Magellans Erscheinungsbild. Nachdem Magellan und Faleiro ihr Unternehmen präsentiert hatten, wurden sie von Jean le Sauvage aufgefordert, ein Memorandum mit ihren Geschäftsbedingungen vorzulegen.
Auf Grundlage dieses Memorandums schloss König Karl I. am 22. März 1518 mit den beiden Unternehmern eine „Kapitulation“, einen Vertrag, in dem er sie beauftragte, innerhalb der spanischen Welthälfte „Inseln und Festländer zu entdecken, reiche Gewürzvorkommen und andere Dinge“. Auf keinen Fall sollten sie im portugiesischen Teil der Erde tätig werden. Als Lohn für ihre „Mühsal und Gefahr“ sicherte der König Magellan und Faleiro ein Fünftel vom Reingewinn ihrer Unternehmung zu. Er versprach, sie zu Gouverneuren über die Länder zu ernennen, die sie entdecken würden. Zudem sollten sie ein Zwanzigstel aller Steuereinnahmen aus diesen Ländern erhalten und jedes Jahr um 1000 Dukaten steuerbegünstigt Handel treiben dürfen. Alle diese Rechte sollten an ihre Erben übergehen, sofern diese in Kastilien geboren und verheiratet wären. Ferner bestimmte die Kapitulation, dass die Route durch die vermutete Meerenge nach Westen zehn Jahre lang für Magellan und Faleiro reserviert sei und von niemand anderem genutzt werden dürfe. Zur Durchführung ihres Unternehmens sollten den beiden fünf Schiffe von zweimal 130, zweimal 90 und einmal 60 Tonnen Laderaum zur Verfügung gestellt werden, eine Besatzung von 234 Mann sowie Ausrüstung, Artillerie und Proviant für zwei Jahre. Am selben Tag, in gesonderten Urkunden, ernannte der König die beiden Portugiesen zu „Kapitänen sowohl zur See wie an Land“ mit einem Jahresgehalt von jeweils 50.000 Maravedis, und er bestimmte, dass sie am 25. August 1518 in See stechen sollten.

### Ausrüstung der Armada
Am Ende sollte es fast ein Jahr länger dauern, bis Magellans Armada bereit zum Auslaufen war. Als Magellan im Mai 1518 in Sevilla eintraf, fand er die Leiter der Casa de la Contratación, die mit der Ausrüstung der Armada betraut worden waren, nicht sehr kooperationsbereit. Sie verlangten genauere Instruktionen, die jedoch wegen einer Epidemie am Königshof monatelang auf sich warten ließen. So konnte erst im Spätsommer 1518 zum Ankauf der Schiffe geschritten werden. Zu diesem Zweck reiste Juan de Aranda nach Cádiz. Unter den dort vor Anker liegenden Handelsschiffen wählte er fünf passende aus und ließ sie – gegen eine Entschädigung – beschlagnahmen.

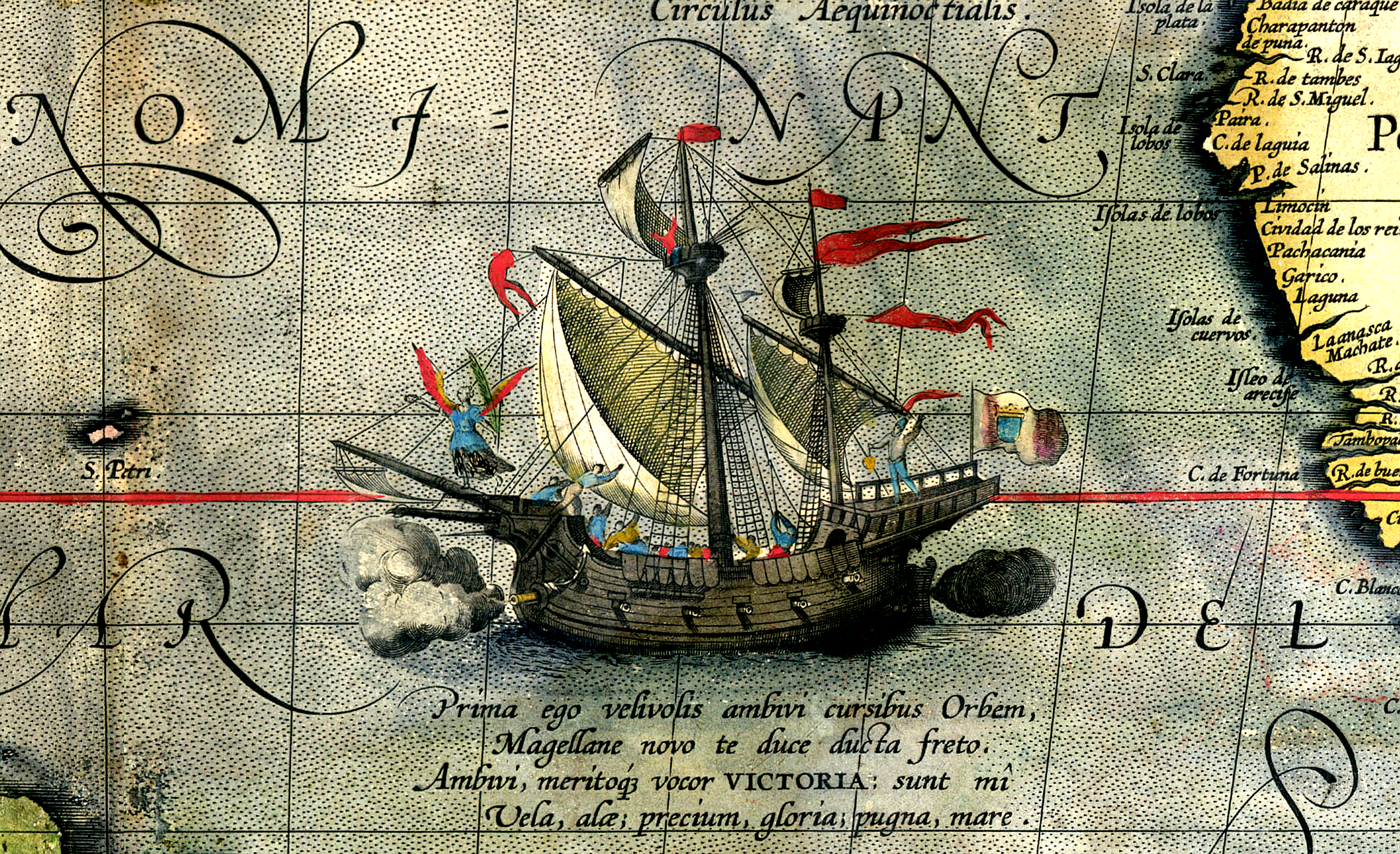
Magellans Schiff Victoria, Detail aus einer Weltkarte des Abraham Ortelius

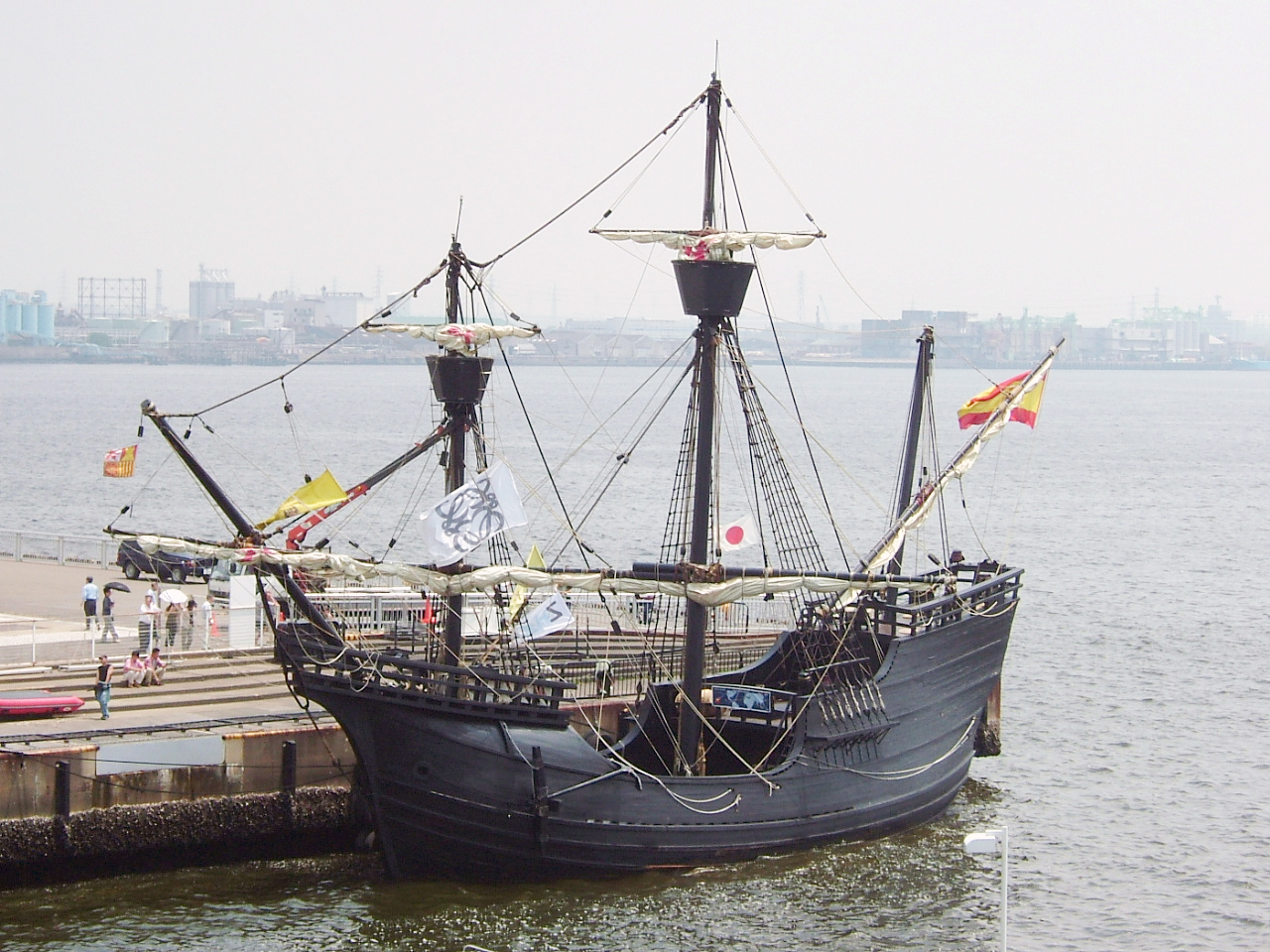
Rekonstruktion der Victoria im Hafen von Nagoya

Dass nicht alle Eigentümer ihre Schiffe freiwillig herausgaben, geht aus einem notariellen Dokument hervor, mit dem zwei baskische Reeder aus Ondarroa am 23. September 1518 gegen die Enteignung ihres Schiffes „Santa María“ durch den König protestierten. Magellan benannte dieses Schiff später in „Santa María de la Vitoria“ um – zu Ehren eines gleichnamigen Klosters des Paulaner-Ordens in Triana, dem er sich besonders verbunden fühlte. Unter der latinisierten Kurzform ihres Namens – Victoria – sollte die Santa María de la Vitoria bald darauf Weltruhm erlangen. Insgesamt schaffte Aranda auftragsgemäß fünf Schiffe an, bei denen es sich allesamt um hochseetüchtige, dreimastige Naos handelte:
- Trinidad, 110 Tonnen Ladekapazität, Preis: 270.000 Maravedis (Flaggschiff)
- San Antonio, 120 Tonnen Ladekapazität, Preis: 330.000 Maravedis
- Concepción, 90 Tonnen Ladekapazität, Preis: 228.750 Maravedis
- Victoria, 85 Tonnen Ladekapazität, Preis: 300.000 Maravedis
- Santiago, 75 Tonnen Ladekapazität, Preis: 187.500 Maravedis

Die Generalüberholung der fünf Schiffe, die Magellan persönlich leitete, dauerte bis ins Frühjahr 1519. Alle wurden rundum instand gesetzt, kalfatert, neu getakelt, erhielten neue Segel und eine Schiffsartillerie bestehend aus Bombarden, Falkonetts und Versos (kleinere Version des Falkonetts). Zur Verproviantierung der Besatzung während der Reise wurden eingekauft: 2138 Quintal Zwieback, 508 Fässer Wein, 50 Fanegas Bohnen, 90 Fanegas Kichererbsen, zwei Fanegas Linsen, 48 Quintal „Öl zum Verzehr“, 200 Fässer Anchovis und getrockneter Fisch, 57 Quintal getrockneter Speck, sieben Kühe, 984 Laibe Käse, Trinkwasser in Fässern, 21 Arrobas Zucker, 200 Arrobas Essig, 250 Zöpfe Knoblauch, 18 Quintal Rosinen sowie kleinere Mengen Feigen, Mandeln, Honig, getrocknete Pflaumen, Salz, Reis, Senf, Weizenmehl u. a. 
Im Frühjahr 1519 geriet Magellans Unternehmen – vermutlich infolge der Kandidatur Karls I. zum Römischen Kaiser, die den Einsatz horrender Summen erforderte – in einen finanziellen Engpass, aus dem es sich erst befreien konnte, als der Kaufmann Cristóbal de Haro als Investor einstieg. Haro finanzierte die Handelswaren (Stoffe und Kleidung, Glasperlen, Spiegel, Kämme, Messer u. dgl. m.), die auf den Molukken gegen Gewürze eingetauscht werden sollten, und steuerte weitere Mittel zur Ausrüstung der Flotte bei. Insgesamt bezifferte sich sein Engagement auf etwa ein Fünftel der Gesamtinvestition in Höhe von 8.334.335 Maravedis oder knapp 22.225 Dukaten. Wahrscheinlich agierte Haro dabei auch als Strohmann für andere Kaufleute; dass auch das Augsburger Handelshaus der Fugger Geld in Magellans Armada investiert hätte, wie oft behauptet wird, lässt sich jedoch nicht beweisen. In dieser Zeit wurden weitere Leitungsposten besetzt: Juan de Cartagena, Oberaufseher der Armada und Kapitän der San Antonio; Antonio de Coca, Buchhalter der Armada; Luis de Mendoza, Schatzmeister der Armada und Kapitän der Victoria sowie Gaspar de Quesada, Kapitän der Concepción.
Zu einer weiteren Verzögerung kam es im Sommer 1519, weil zu wenige spanische Seeleute bereit waren, an der risikoreichen Fahrt teilzunehmen, und Magellan die Reihen mit portugiesischen Landsleuten auffüllen ließ – was wiederum bei seinen Auftraggebern für Missbehagen sorgte. Sie setzten eine zahlenmäßige Beschränkung für Matrosen und Schiffsjungen aus Portugal durch, doch letztlich konnte Magellan den Konflikt für sich entscheiden. Allerdings opferte er seinen Kompagnon Rui Faleiro, der als zweiter Kapitän neben Magellan abgesetzt und von der Expedition ausgeschlossen wurde.

### Beginn der Reise
So konnte die Molukken-Armada am 10. August 1519 endlich von Sevilla ablegen – zunächst allerdings noch ohne Magellan, der am 24. August in Sevilla sein Testament aufsetzen ließ. Die fünf Schiffe fuhren unterdessen den Guadalquivir hinab, an dessen Mündung bei Sanlúcar de Barrameda es zu einem mehr als fünf Wochen langen Aufenthalt kam, weil die Schiffe wegen ihres Tiefgangs nicht voll beladen den Fluss hinabfahren konnten und die Vorräte und Tauschwaren erst per Boot von Sevilla herbeigeschafft werden mussten. Am 20. September 1519 stach die Flotte von Sanlúcar de Barrameda in See.

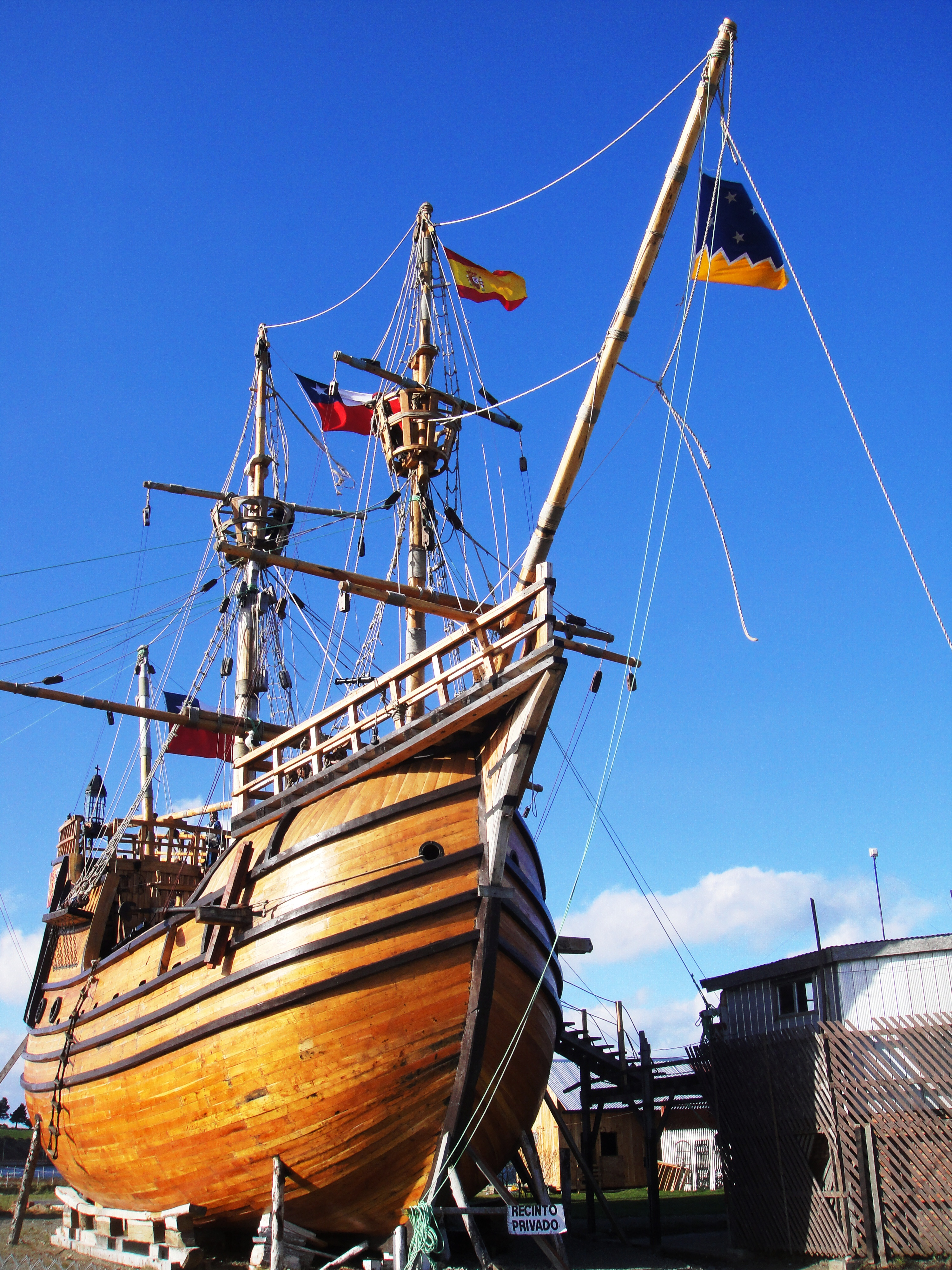
Nachbau der Nao Victoria in Museo Nao Victoria auf Punta Arenas, Chile

An seinem Flaggschiff, der Trinidad, ließ Magellan nachts eine Fackel anbringen, damit die anderen Schiffe Sichtkontakt halten konnten. Die Mannschaft bestand aus insgesamt 237 Mann: zum größten Teil Spanier, aber auch 37 Portugiesen, 26 Italiener, zehn Franzosen, vier Flamen, zwei Griechen, zwei Deutsche,  ein Engländer, ein Norweger und Magellans malaiischer Sklave Enrique Melaka als Dolmetscher. Auf den Kanarischen Inseln erhöhte sich die Zahl auf insgesamt 242, die sich wie folgt auf die fünf Schiffe verteilten:
- Trinidad (Flaggschiff): 62 Mann Besatzung; Kapitän: Ferdinand Magellan, Steuermann: Estevão Gomes, Meister: Giovanni Battista de Punzorol
- San Antonio: 57 Mann Besatzung; Kapitän: Juan de Cartagena, Steuermänner: Andrés de San Martín, Juan Rodríguez de Mafra; Meister: Juan de Elorriaga
- Concepción: 45 Mann Besatzung; Kapitän: Gaspar de Quesada, Steuermann: João Lopes Carvalho, Meister: Juan Sebastián Elcano
- Victoria: 45 Mann Besatzung; Kapitän: Luis de Mendoza, Steuermann: Vasco Gallego, Meister: Anton Salamon
- Santiago: 33 Mann Besatzung; Kapitän und Steuermann: Juan Serrano, Meister: Baltasar „der Genuese“

Die Vorbereitungen zur spanischen Molukkenfahrt waren dem portugiesischen König Manuel I. nicht verborgen geblieben. Um die unliebsame Konkurrenz nicht zum Zuge kommen zu lassen, schickte er portugiesische Geschwader nach Brasilien und ans südliche Afrika, um der spanischen Flotte den Weg zu versperren, was jedoch nicht gelang.

### Meuterei vor der südamerikanischen Küste
Magellan segelte zunächst zu den Kanarischen Inseln, wo er am 26. September auf Teneriffa nochmals Vorräte an Bord nahm, und dann weiter die afrikanische Küste entlang bis etwa 8° Nord. Vor Sierra Leone geriet die Armada in eine mehrere Wochen anhaltende Flaute. Als die spanischen Kapitäne daraufhin den Generalkapitän zur Rede stellten, betrachtete Magellan dies als Affront und ließ den Oberaufseher der Armada und Kapitän der San Antonio, Juan de Cartagena, der sich als conjunta persona, als dem Generalkapitän beigeordnet, ihm also ebenbürtig betrachtete und dies in der Auseinandersetzung deutlich machte, festsetzen. An Cartagenas Stelle ernannte Magellan den Buchhalter der Armada, Antonio de Coca, zum Kapitän der San Antonio.
Schließlich gelang doch noch die Überquerung des Atlantiks und am 6. Dezember sichtete die Flotte die südamerikanische Küste, wo sie am 13. Dezember in der Guanabara-Bucht vor Anker ging, die Magellan Bahia de Santa Lucía – nach der Tagesheiligen Santa Lucia – benannte. Dieselbe Bucht hatten die Portugiesen bereits am 1. Januar 1502 erstmals angelaufen und zunächst für einen Fluss gehalten, dem sie den Namen des Heiligen Januarius gaben – das heutige Rio de Janeiro. Die einheimischen Tupis hielten Magellan und seine Begleiter – nach Pigafettas Interpretation – für Götter, denn mit ihrer Ankunft fiel der erste Regen seit langer Zeit. Sie empfingen die Fremden freundlich und trieben Handel mit ihnen.

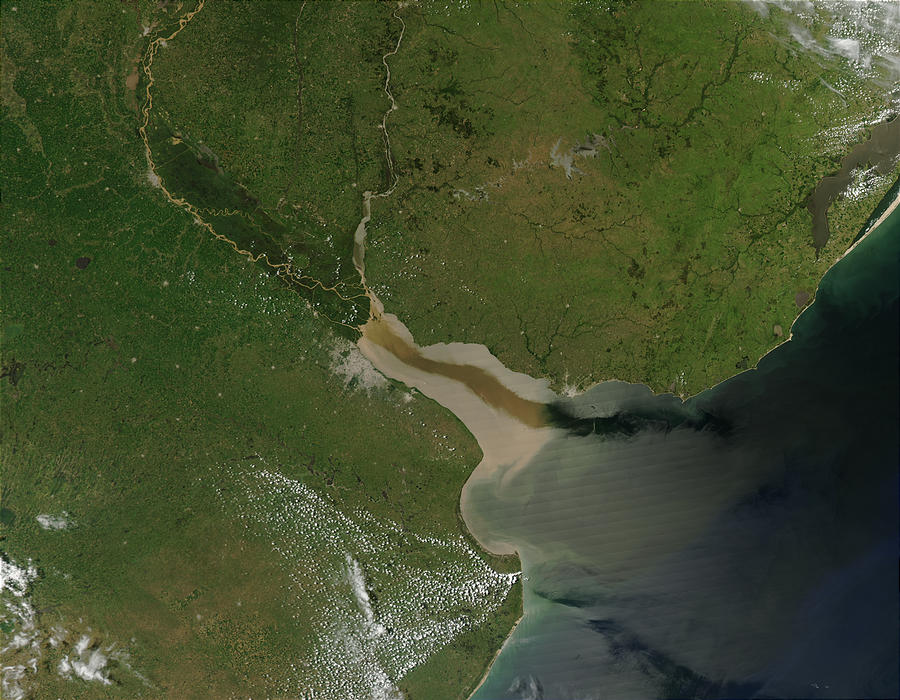
Río de la Plata

Magellans Flotte blieb zwei Wochen in der Guanabara-Bucht. Am 27. Dezember stach sie wieder in See und steuerte zunächst den Río de la Plata an, damals als Río de Solís (nach João de Solis) bekannt, dessen Mündung sie am 10. Januar 1520 erreichte. Die dort erhoffte Meerenge blieb jedoch unauffindbar. Durch die Erkundung des riesigen Ästuars verlor Magellan etwa einen Monat. Danach setzte er die Suche fort, indem er seine Schiffe die südamerikanische Küste entlang nach Süden segeln und unterwegs alle Buchten und Flussmündungen erforschen ließ.
Am 30. März steuerte die Flotte südlich des 49. Breitengrades eine Bucht an, die bald darauf Puerto San Julián genannt wurde. Da die Saison mittlerweile weit fortgeschritten war, beschloss Magellan zu überwintern. Wegen der zur Neige gehenden Vorräte ließ er die Essensrationen kürzen. Schon am 1. April kam es wegen der schlechten Versorgungslage zur Meuterei. Wegen Hungers, Krankheiten und Erschöpfung verlangten einige Besatzungsmitglieder die Rückkehr nach Spanien. Angeführt wurde die Meuterei von Gaspar de Quesada, Juan de Cartagena und Luis de Mendoza. Die Meuterer übernahmen die San Antonio. Während des Gefechtes gelang es Magellan, die Victoria zu entern. Dabei wurde Luis de Mendoza getötet. Nun standen drei gegen zwei Schiffe und Magellan konnte den Aufstand niederschlagen. Der Kapitän der Concepción, Gaspar de Quesada, wurde hingerichtet, der Kapitän der San Antonio, Juan de Cartagena, und der Priester Sanchez de la Reina (nach anderen Quellen war sein Name Bernard Calmette) wurden später im Hafen San Julián ausgesetzt, als sich das Geschwader wieder auf den Weg machte. Man hörte nie wieder von ihnen.
Bald nachdem die Meuterei niedergeschlagen war, wurde die Santiago zu Erkundungen die südliche Küste entlang geschickt, wo sie am 22. Mai in der Mündung des Río Santa Cruz Schiffbruch erlitt. Zwei Matrosen kehrten über Land zurück und brachten die Hiobsbotschaft, den anderen gelang der beschwerliche Rückmarsch erst Wochen später. Während des Aufenthalts in Puerto San Julián kam es erstmals zu Kontakten mit den Patagoniern, die damals ihren Namen erhielten – vermutlich inspiriert durch den 1512 publizierten Ritterroman Primaleón des kastilischen Autors Francisco Vázquez, in dem eine Figur namens Patagón vorkommt.

### Entdeckung der Magellanstraße

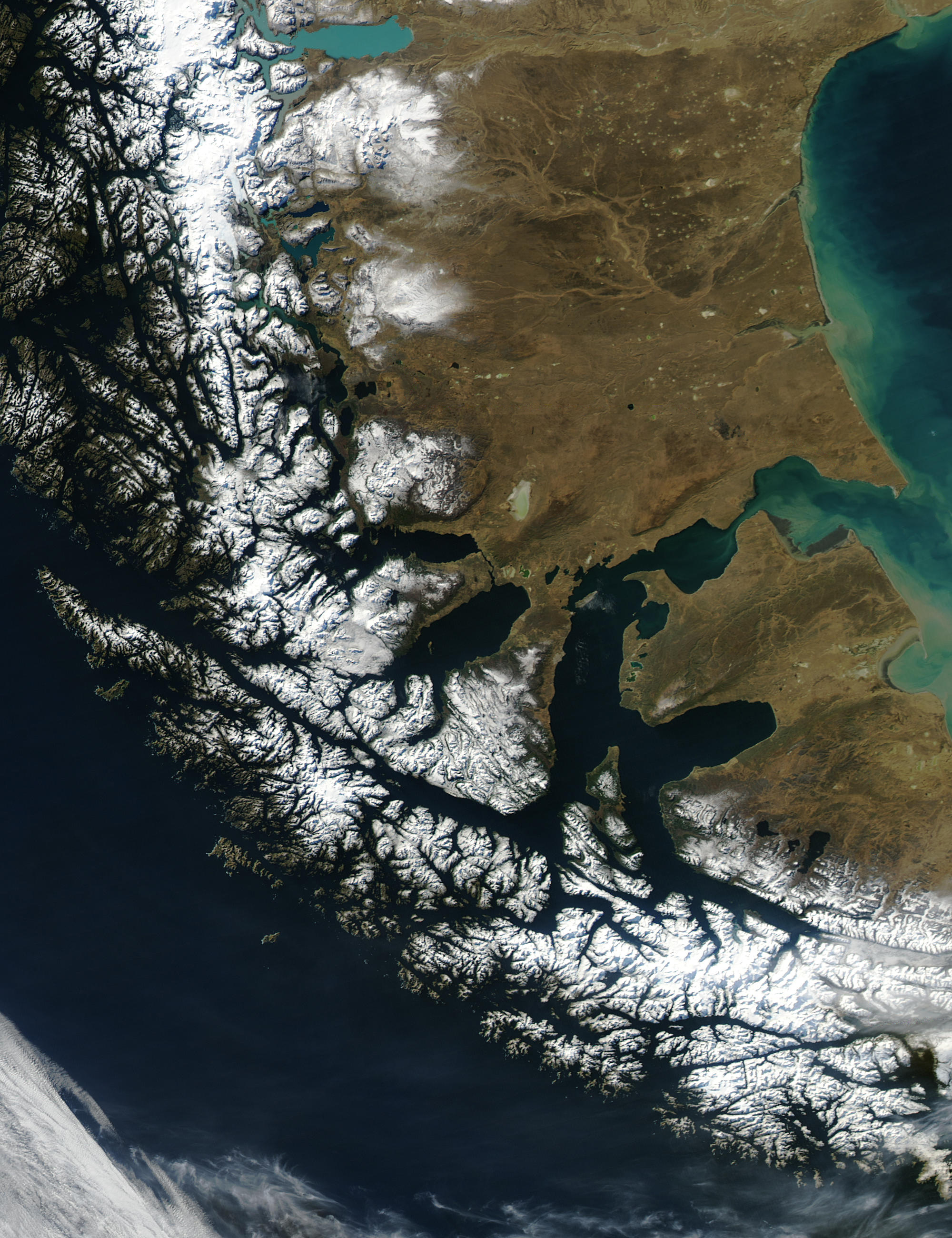
Magellanstraße

Am 24. August 1520 verließen die vier verbleibenden Schiffe nach fünfmonatigem Winterquartier Puerto San Julián. Wieder wurden alle Buchten und Flussmündungen aufs Genaueste nach dem paso abgesucht. Am 21. Oktober 1520 erreichte Magellan ein Kap, das er „Cabo Vírgenes“ („Kap der Jungfrauen“) nannte, und das das östliche Ende der später nach ihm benannten Meeresstraße darstellt. Die Concepción und die San Antonio wurden auf eine Erkundungsfahrt südlich des Kaps geschickt und entdeckten die Einfahrt zur lang gesuchten Passage.
Vor der Durchfahrt stellte Magellan den Kapitänen der anderen Schiffe die Frage, ob sie eine Fortsetzung der Reise befürworteten oder eine Rückkehr bevorzugten. Niemand außer Estevão Gomes, dem Pilot der San Antonio, wagte eine Umkehr zu empfehlen. Da sich die Passage mehrfach aufteilte, wurden ein Boot und zwei Schiffe zur Erkundung ausgeschickt. Von der Besatzung des Bootes kam die Nachricht, dass die Straße einen Ausgang nach Nordwesten habe: Das Südmeer war erreicht. Doch von den beiden ausgesandten Schiffen kehrte nur die Concepción unter Serrano zurück. Erneut hatte sich auf der San Antonio eine Meuterei abgespielt. Angeführt von Gomes hatte die Mannschaft den neuen Kapitän Álvaro de la Mesquita gefangengesetzt. Das größte Schiff mit den reichsten Vorräten der Expedition desertierte und kehrte nach Spanien zurück. So verblieben nur drei Schiffe, die die mühsame Fahrt durch die heute als Magellanstraße bekannte Meerenge wagten und am 28. November den Pazifischen Ozean erreichten. Magellan nannte ihn Pazifik oder Stillen Ozean, weil die sie bis dahin begleitenden Stürme sich legten. Da die Mannschaft während der Durchfahrt Allerheiligen feierte, nannte Magellan die Meerenge Estreito de Todos los Santos.

### Der Pazifik und Ostasien

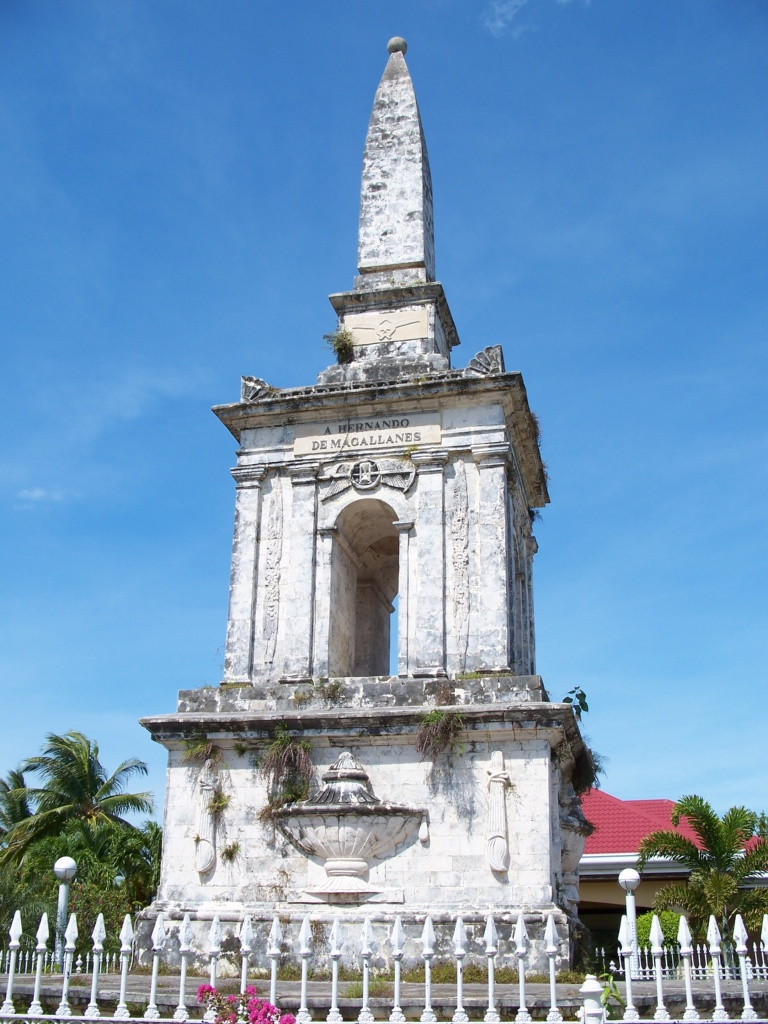
Magellan-Denkmal auf Mactan

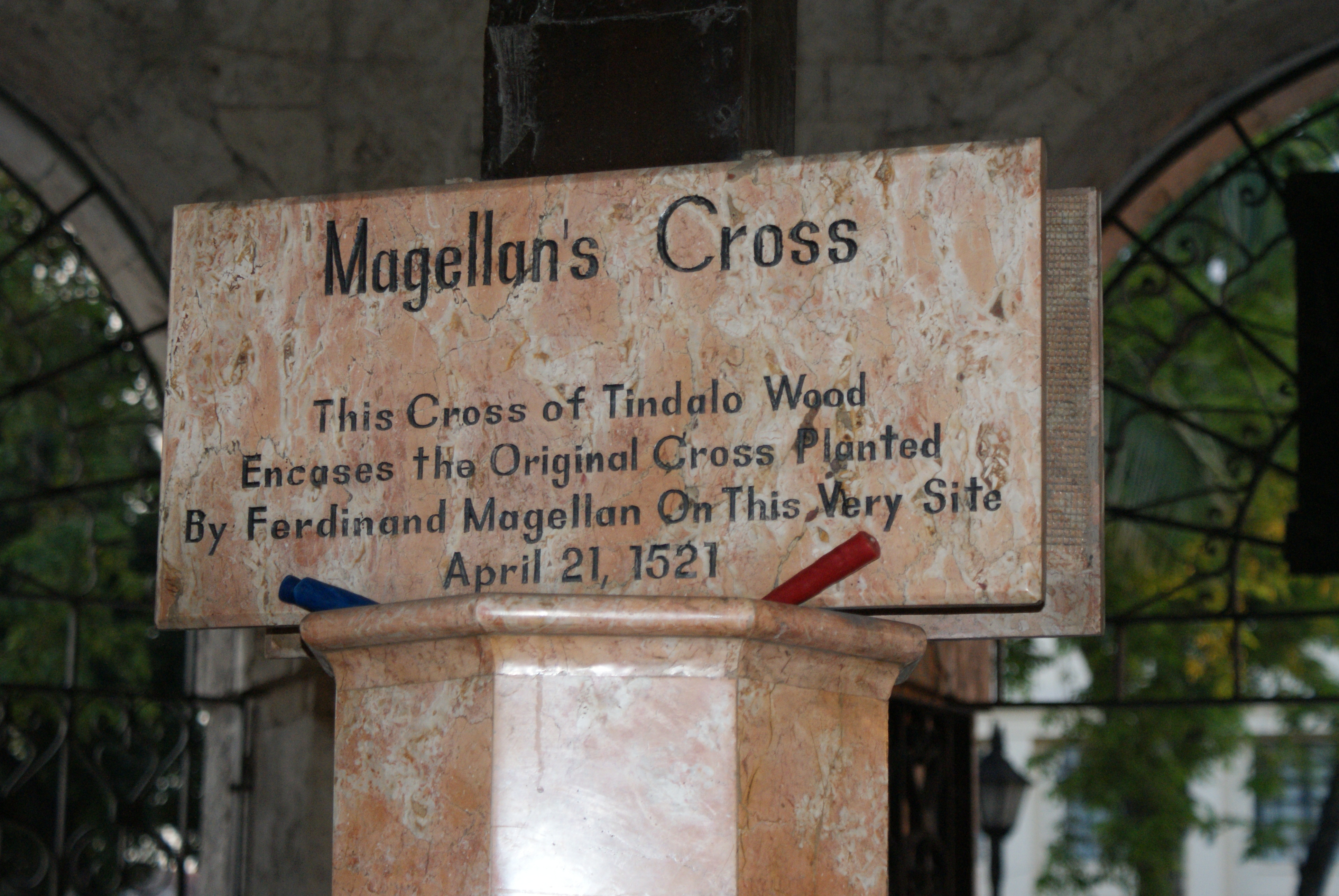
Inschrift am Magellan-Kreuz

Für die Überquerung des Pazifiks brauchte die Armada drei Monate und 20 Tage, während deren bis auf zwei winzige, unbewohnte Inseln kein Land zu sehen war. Ein Großteil der Mannschaft erkrankte an Skorbut; es gab an Bord der Schiffe nichts mehr zu essen außer mit Würmern und Rattenkot durchsetztem Zwieback. Die Seeleute begannen daher, in Salzwasser gedünstetes und geröstetes Leder oder Suppe aus Sägespänen zu essen. Besonders begehrt waren Ratten, die die Seeleute für einen halben Dukaten verkauften. Mindestens 19 Männer starben.
Am 6. März 1521 erreichten sie die Marianen. Als die Flotte vor einer der Inseln ankerte, wahrscheinlich vor Guam, versuchten die Einheimischen, eines der Beiboote an sich zu bringen. Magellan ließ daraufhin einige von ihnen töten und ihre Häuser niederbrennen. Die Inseln nannte er Islas de los Ladrones (Inseln der Diebe).

### Magellans Tod

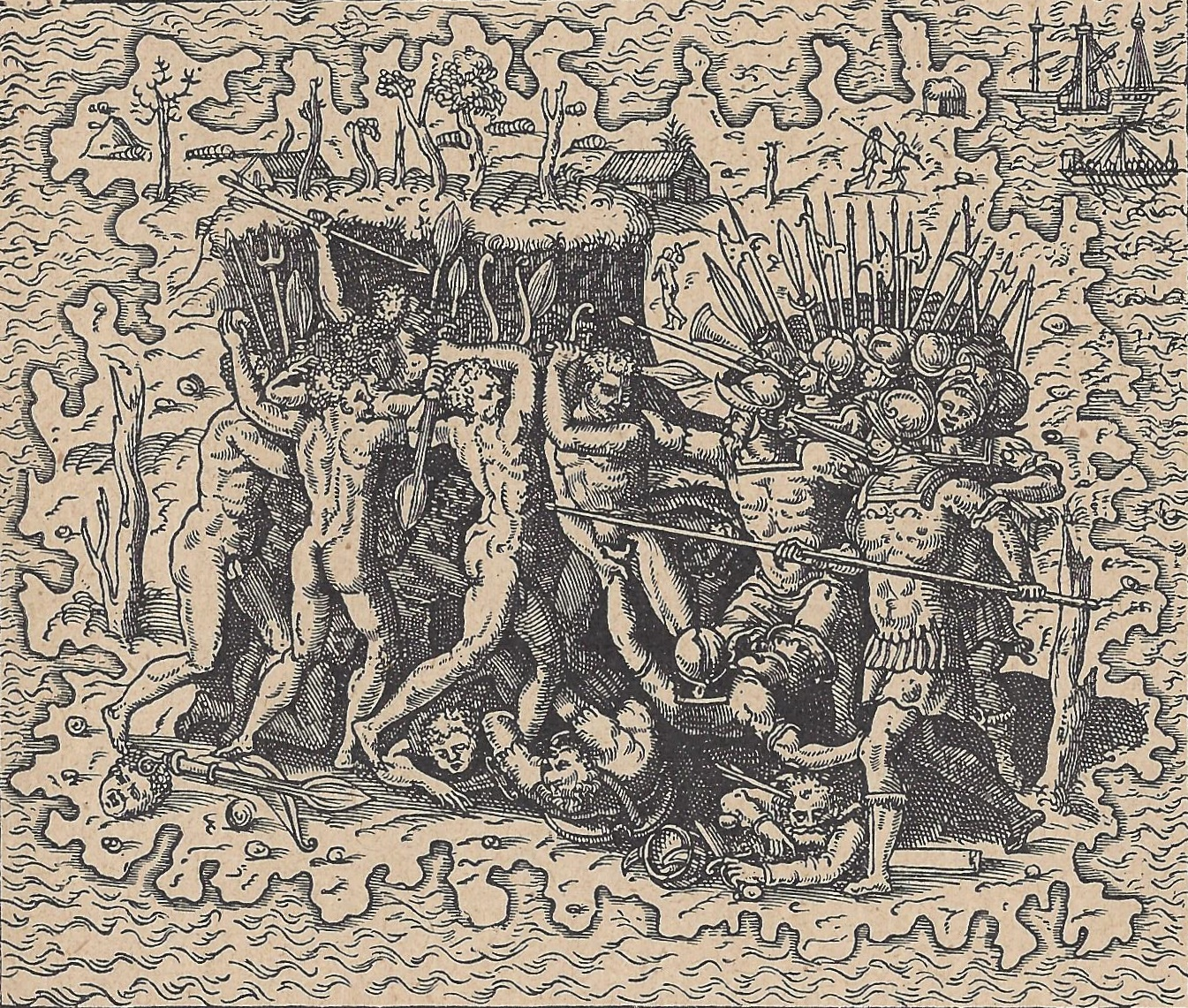
Magellans Tod.
Holzschnitt, 16. Jahrhundert

Nachdem sie die dringend benötigten Vorräte an Bord genommen hatte, segelte Magellans Flotte weiter zu den Philippinen und erreichte am 16. März die Insel Homonhon. Zu dieser Zeit waren noch 150 Seeleute am Leben. Mit Hilfe seines Sklaven Enrique als Dolmetscher konnte Magellan mit dem Fürsten von Limasawa, Raja Kolambu, Geschenke austauschen. Kolambu geleitete die Spanier auf die Insel Cebu, wo es ihnen gelang, den Fürsten von Cebu, Raja Humabon, und viele seiner Untertanen zum Christentum zu bekehren und zur Unterwerfung unter die Herrschaft des Königs von Spanien zu bewegen. Der Datu Lapu-Lapu auf der Nachbarinsel Mactan lehnte jedoch sowohl die spanische Oberherrschaft als auch die christliche Missionierung ab. Daraufhin versuchte Magellan, Lapu-Lapu und sein Dorf militärisch zu unterwerfen.
Doch der Angriff am 27. April 1521 auf Mactan scheiterte: Die Spanier wurden trotz ihrer Feuerwaffen von den Einheimischen noch am Ufer zurückgedrängt und hatten mehrere Gefallene zu beklagen. Dabei kam auch Magellan ums Leben. Den Berichten seines Chronisten Pigafetta zufolge kämpfte er noch im Wasser stehend als einer der letzten, um den Rückzug seiner Leute zu decken. Ein vergifteter Pfeil habe seinen Oberschenkel durchbohrt; kurz darauf sei er von zwei Lanzenstößen niedergestreckt worden, wobei einer ihn im Gesicht, der andere unter dem rechten Arm verwundete.
Bald nach dem misslungenen Angriff auf Mactan sagte der Fürst von Cebu sich vom Christentum los und lockte die Europäer in eine Falle. 35 von ihnen wurden bei einem Festbankett von den Gastgebern ermordet. Die übrigen konnten knapp entkommen, doch waren sie nun so wenige, dass sie die Concepción versenkten und die Überlebenden auf die Trinidad und Victoria verteilten. Der Steuermann João Lopes Carvalho wurde zum neuen Generalkapitän und Kapitän der Trinidad gewählt, der „Alguacil“ (Profoss) der Armada, Gonzalo Gómez de Espinosa, übernahm zunächst das Kommando über die Victoria.

### Weiterer Verlauf der Expedition
Mit den beiden verbliebenen Schiffen segelten die Überlebenden weiter nach Borneo, wo sie 35 Tage in Brunei verbrachten. Nach einer überhasteten Flucht wurde João Lopes Carvalho als Generalkapitän ab- und an seiner Stelle Gómez de Espinosa eingesetzt, der damit auch das Kommando über die Trinidad übernahm. Zum Kapitän der Victoria wurde der frühere Meister der Concepción, Juan Sebastián Elcano, gewählt. Am 6. November erreichten die Seefahrer Tidore, eine der Molukken-Inseln, wo sie mit dem Sultan handeln und endlich die ersehnten Gewürze erwerben konnten. Die dortigen Einwohner kannten Europäer, weil die Portugiesen bereits über Afrika und Indien dorthin gelangt waren. Am 21. Dezember segelte die Victoria mit 47 Europäern und 13 Ostindern als Besatzung los, jedoch ohne die Trinidad, weil diese leckgeschlagen war und repariert werden musste.
Die Trinidad segelte am 6. April 1522 mit ca. 55 Mann an Bord unter dem Kommando von Gonzalo Gómez de Espinosa von Tidore aus in Richtung Südamerika. Die Überquerung des Pazifik scheiterte jedoch an konträren Winden, Stürmen und schließlich Nahrungsmittelknappheit, so dass Gómez de Espinosa den Befehl zum Umkehren geben musste. Er und seine Mannschaft schafften es mit letzter Kraft, nach Halmahera zurückzukehren, wo ihnen nichts anderes übrig blieb, als die Portugiesen um Hilfe zu bitten. Die etwa 25 Überlebenden gerieten in portugiesische Gefangenschaft. Nur fünf von ihnen, darunter Gómez de Espinosa selbst, kehrten Jahre später über Portugiesisch-Indien nach Europa zurück.
Die Victoria hatte unterdessen – am 11. Februar 1522 – unter dem Kommando von Elcano von der Insel Timor aus die Durchquerung des Indischen Ozeans begonnen. Die Seefahrer hatten mit schwierigen Wetterbedingungen zu kämpfen, so dass die Victoria zwölf Wochen benötigte, um das Kap der Guten Hoffnung (19. Mai 1522) zu umsegeln. Danach brauchte sie bis zum 9. Juli, um die Kapverdischen Inseln zu erreichen. Nach 21 Wochen auf See hatte die Victoria ihren Vormast sowie 21 Besatzungsmitglieder verloren. Beim Versuch, auf den Kapverdischen Inseln Lebensmittel und Sklaven zum Bedienen der Pumpen zu erwerben, gerieten 13 Besatzungsmitglieder in portugiesische Gefangenschaft. Angesichts des schlechten Zustandes von Schiff und Mannschaft und weil sie die portugiesische Übermacht fürchteten, versuchten Elcano und die übrigen Männer an Bord gar nicht erst, ihre gefangenen Kameraden zu retten, sondern suchten ihr Heil in der Flucht.
Am 6. September des Jahres 1522 erreichte die Victoria Sanlúcar, den spanischen Ausgangshafen. Lediglich 18 Männer der einst aufgebrochenen 242 (abzüglich der in der Magellanstraße meuternden ca. 55 Mann Besatzung der San Antonio) gingen an Land, begleitet von drei ostindischen Besatzungsmitgliedern. Die erste Weltumseglung war vollendet. Sie hatte zwei Jahre, elf Monate und zwei Wochen gedauert. Wenig später brachten die Portugiesen die 13 auf den Kapverden gefangenen Besatzungsmitglieder der Victoria – unter ihnen einen Ostinder – nach Lissabon und ließen sie auf Intervention Karls V. nach Spanien ausreisen.
Die Victoria brachte von den Molukken 520 Quintales (ungefähr 26 Tonnen) Gewürze heim. Der Erlös aus dem Verkauf der Gewürze betrug 8.680.500 Maravedís. Damit waren zwar die Anfangsinvestitionen der Expedition gedeckt, nicht aber die während der Fahrt aufgelaufenen Ansprüche der Mitfahrenden auf Heuer und Anteil am Gewürzverkauf, so dass das Unternehmen mit einem Verlust abschloss, der auch durch die Versteigerung der Victoria nicht ausgeglichen werden konnte.
Juan Sebastián Elcano berichtete Kaiser Karl V. über die Ereignisse und wurde nun auch offiziell in den Rang eines Kapitäns befördert und in den Ritterstand erhoben. Elcano und Cristobal de Haro wurden jeweils eine jährliche Pension von 500 Dukaten zugesprochen.

## Bedeutung und Nachleben
Seit dem 19. Jahrhundert wird Magellans Name vor allem mit der ersten historisch belegten Erdumsegelung in Verbindung gebracht. Allerdings hat Magellan die Erde weder selbst umrundet, noch hat er jemals eine Umrundung geplant – auch wenn sein Begleiter und Verehrer Antonio Pigafetta das behauptete. Doch Pigafettas Aussagen über Magellan sind eindeutig in apologetischer Absicht geschrieben, das heißt, er wollte das Ansehen seines verstorbenen Chefs gegen dessen Feinde und Kritiker verteidigen.
In den Dokumenten aus der Planungsphase der Expedition findet sich kein einziger Hinweis darauf, dass Magellan oder jemand anderes damals eine Umrundung der Erde geplant hätte. Diese kam letztlich nur aus der Not heraus zustande, weil Juan Sebastián Elcano, der letzte Kapitän der Victoria, und seine Mannschaft hofften, ihr abgetakeltes Schiff mit seiner wertvollen Gewürzfracht auf diesem Wege zurück nach Spanien zu bringen – was ihnen schließlich auch gelang.
Folglich ernteten zunächst Elcano und seine Mannschaft den Ruhm, als erste Menschen die Erde umfahren zu haben. Da jeder gebildete Zeitgenosse damals wusste, dass die Erde eine Kugel war, sah man in der Fahrt der Victoria weniger einen Beweis für die Kugelgestalt als für die Überlegenheit ihrer eigenen Zeit, in der sie lebten, gegenüber der Antike. Denn die alten Griechen hatten in hohen Tönen die Argonauten besungen, doch verglichen mit der Erdumrundung durch die Victoria schien die Fahrt der Argo eine dürftige Leistung zu sein.
Vor dem 19. Jahrhundert fiel nur wenig von diesem Ruhm auf Magellan ab. Während seine spanischen Auftraggeber ihn weder zu Lebzeiten noch danach sonderlich schätzten, schmähten ihn seine portugiesischen Landsleute als Verräter. Allerdings erkannte man seine seefahrerischen und militärischen Leistungen durchaus an – vor allem die Entdeckung und Durchfahrung der Meerenge zwischen Südamerika und Feuerland, die ab etwa der Mitte des 16. Jahrhunderts als „Estrecho de Magallanes“ (Magellanstraße) bezeichnet wird.
Nachfolgende Expeditionen – namentlich jene des García Jofre de Loaísa von 1525, an der auch Elcano teilnahm – zeigten jedoch, dass der praktische Wert des von Magellan gefundenen Seewegs in den Pazifik und weiter nach Asien sehr gering war. Die Durchfahrt der Magellanstraße war ein Glücksspiel und der Pazifik war nicht nur immens groß, sondern machte es unmöglich, dauerhafte Handels- und Herrschaftsbeziehungen zu etablieren, solange man ihn nur von Ost nach West zu überqueren wusste. In umgekehrter Richtung gelang das erst 1565, als Alonso de Arellano und kurz darauf Andrés de Urdaneta der Rückweg von den Visayas nach Mexiko glückte, indem sie weit in den Nordpazifik hinaussegelten und die dort vorherrschenden Westwinde ausnutzten. Nun erst vermochten die Spanier die (bald so genannten) Philippinen zu kolonisieren, allerdings nicht direkt vom Mutterland Spanien, sondern von ihrer Kolonie Neuspanien aus. Magellan hatte die Philippinen zwar für die Europäer entdeckt, doch den Ruhm, sie für Spanien erobert zu haben, konnte sich Miguel López de Legazpi an die Fahne heften.
Erst als der Mailänder Gelehrte Carlo Amoretti in der Biblioteca Ambrosiana eine bis dato unbekannte Handschrift von Pigafettas Bericht über die Erdumsegelung fand und 1800 im Druck herausgab, begann Magellans Stern zu steigen. Alexander von Humboldt erklärte ihn zu einem Helden wissenschaftlicher Welterkundung. Spanische, chilenische, schließlich auch englische und portugiesische Historiker machten sich daran, die Berichte und Dokumente zu seinem Leben und zu seiner Expedition aus den Archiven zu bergen und seine Geschichte neu zu erzählen. So entstand die Erzählung von Magellan, dem „genialen“ oder gar größten Seefahrer aller Zeiten, wie er im deutschsprachigen Raum etwa von Stefan Zweigs biographischem Roman Magellan. Der Mann und seine Tat gepflegt wurde. Einer genaueren historischen Sichtweise hält dieser Mythos allerdings nicht stand. Genau genommen war Magellan nicht einmal ein professioneller Seefahrer, sondern ein militärischer und kaufmännischer Unternehmer, dessen nautisches und geographisches Wissen zwar auf der Höhe seiner Zeit, aber alles andere als singulär war.

## Erinnerungen und Ehrungen
- Die Magellanstraße in Südamerika ist nach ihm benannt, ebenso die chilenische Provinz Magallanes.
- Die Inselgruppe Feuerland und der hypothetische Südkontinent Terra Australis hießen früher nach ihm Magellanica oder Magallanica.
- Die beiden größten unmittelbaren Nachbargalaxien der Milchstraße sind nach ihm als Kleine und Große Magellansche Wolke benannt.
- Die amerikanische Raumsonde Magellan ist nach ihm benannt.
- Zwei Mond- und ein Marskrater sind nach Magellan benannt, wobei hier die Schreibweise „Magelhaens“ benutzt wird. Siehe auch: Magelhaens (Mondkrater)
- (4055) Magellan ist ein Asteroid.
- Des Weiteren gibt es mehrere Schiffe, Vögel sowie einen Baum, die seinen Namen tragen.
- Auch die Pflanzengattung Magallana Cav. aus der Familie der Kapuzinerkressengewächse (Tropaeolaceae) ist nach ihm benannt. Sie wird heute aber bei Tropaeolum eingegliedert.[43]
- Magellans Weltumseglung ist Gegenstand der sechsteiligen spanischen Fernsehserie Ohne Grenzen (Sin límites)  des Streamingdienstes Prime Video aus dem Jahr 2022 mit Rodrigo Santoro in der Hauptrolle.
- Der Ferdinand Magellan Railcar war von 1943 bis 1958 der Salonwagen für die US-Präsidenten.
- Die Suchmaschine Magellan wurde nach ihm benannt.
- Magellan Navigation ist ein Hersteller von GPS-Geräten.
- Magellan Aerospace ist ein Luft- und Raumfahrttechnik-Unternehmen.
- Magellan und das Giant Magellan Telescope sind Teleskope.
- Lotus Magellan ist ein PC-Programm.